# 18-クラウン-6
18-クラウン-6（18-crown-6）は、分子式 [C2H4O]6、IUPAC名 1,4,7,10,13,16-ヘキサオキサシクロオクタデカンで表される有機化合物である。本化合物はクラウンエーテルの一種である。クラウンエーテル類は、いくつかの金属カチオンを中心の空洞に包接する。18-クラウン-6は特にカリウムカチオンに対して親和性を示す。クラウンエーテル類の開発の功績により、チャールズ・ペダーセンは1987年のノーベル化学賞を受賞した。

## 合成
本化合物は改良ウィリアムソン合成や、テンプレートカチオン存在下エチレンオキシドのオリゴマー化によって調製できる。
蒸留で精製でき、この時本化合物の過冷却化の傾向が明らかになる。18-クラウン-6はまた、不溶性の複合体を形成するアセトニトリルとの沈殿によって精製できる。アセトニトリルは減圧下で除去され、目的の化合物が得られる。厳密に乾燥した材料は、18-クラウン-6をTHFに溶解させた後、ナトリウムカリウム合金を添加することによって、アルカリ塩の[K(18-crown-6)]Naが得られる。

## 応用
クラウンエーテル類は相間移動触媒として有用である。18-クラウン-6存在下、過マンガン酸カリウムはベンゼンに溶解する。しかし、この目的には第四級アンモニウム/ホスホニウム塩の利用の方が優れている。
18-クラウン-6を使用すると、酢酸カリウムは有機溶媒中でより強力な求核剤となる。

## 関連化合物
ジベンゾ-18-クラウン-6は、アルカリ金属カチオンの錯化剤として一般的により優れている。